# Henry Howard Molyneux Herbert
Henry Howard Molyneux Herbert, IV comte de Carnarvon (Londres (Gran Bretanya), 24 de juny, 1831 - Portman Square (Anglaterra), 29 de juny, 1890), fou un polític i literat anglès.
Després d'estudiar amb gran aprofitament, va viatjar per Orient i al retornar va ingressar a la Cambra dels Lords (1852) cridant l'atenció des del seu primer discurs. El 1859 el comte Derby el va nomenar sots-secretari de les Colònies, la cartera la va exercir en 1866 amb el mateix Derby. La seva gestió va merèixer ser aprovada unànimement, i se li deu el Llei Constitucional de 1867 per la confederació de les colònies de la Gran Bretanya a Amèrica, però al presentar-se en 1867 el Reform Bill va dimitir per jutjar-lo massa democràtic. Carnarvon s'encarregà de nou de la cartera de Colònies el 1874 al pujar al poder del ministeri, Disraeli, dimitint en 1878; més tard va exercir el càrrec de lord lloctinent d'Irlanda, del que va dimitir en iniciar-se una política de repressió amb la qual ell no estava conforme.

## Se li deuen
- The Archeology of Berkshire (1859);
- Recollections of the Lebanon and notes in their religios (1860);

També va editar una obra del seu pare; Reminicences of Athens and the Morea (1869), així com The gnostic heresies of the first and second centuries (1875), obra inèdita de Mansel deán de Saint Paul, amb una biografia. Publicá així mateix una traducció mètrica de lAgamenon d'Èsquil (1879), i de la Odissea d'Homer.